# Cyriaque Obamba
Cyriaque Siméon Obamba, né le 28 février 1918 à Oghéwa et mort le 7 juillet 1996, est un prélat gabonais, évêque du diocèse de Mouila (en),.

## Biographie
Cyriaque Obamba est né le 28 février 1918 à Oghéwa, au Gabon. Le 12 mai 1946, il est ordonné prêtre pour le vicariat apostolique du Gabon (actuel archidiocèse de Libreville). 
Le 28 octobre 1976, il est nommé évêque de Mouila (en) par le pape Paul VI. Il est ordonné comme tel le 30 janvier 1977 par François Marty, archevêque de Paris, assisté par Émile Biayenda, archevêque de Brazzaville et d'André Fernand Anguilé (de), archevêque de Libreville. Sa démission pour raison d'âge est acceptée le 22 avril 1992. Il décède le 7 juillet 1996, âgé de 78 ans.